# Thyreocephalus magnus
Thyreocephalus magnus – gatunek chrząszcza z rodziny kusakowatych i podrodziny kusaków.
Gatunek ten opisany został po raz pierwszy w 2010 roku przez Jiríego Janáka. Jako lokalizację typową wskazano Gwineę. W obrębie tegoż rodzaju tworzy wraz z T. minutus i T. michaeli podgrupę gatunków magnus w grupie „c”.
Chrząszcz o silnie wydłużonym ciele długości od 24 do 35 mm. Głowa jest błyszcząca, ciemnorudobrązowa do brązowej z czułkami brązowawymi z wyjątkiem rudobrązowej wierzchołkowej połowy członu ostatniego. Powierzchnia głowy jest mikropunktowana, a ponadto występują na niej chetopory dyskalne oraz jedna para chetoporów zaocznych. Warga górna ma formę płatowatą. Przedplecze jest błyszczące, ciemnorudobrązowe do brązowego, mikropunktowane. Dłuższe i szersze od przedplecza, czerwono ubarwione pokrywy mają zarys lekko ku tyłowi rozszerzony i z bardzo wydatnymi kątami barkowymi. Na powierzchni mają drobne punkty makroskopowe ułożone w liczne, nieco zaburzone szeregi, a ponadto punkty mikroskopowe. Czerwony odwłok pokrywa bardzo gęste i delikatne mikrorowkowanie oraz delikatne, nierzadkie punktowanie rozmieszczone w licznych szeregach. Genitalia samca mają bardzo duży i wąski edeagus z symetrycznymi paramerami, wąskim i zaostrzonym płatem środkowym oraz bardzo wąskim i długim woreczkiem wewnętrznym z nielicznymi, małymi łuskami.
Owad afrotropikalny, znany z Gwinei, Sierra Leone, Burkina Faso, Wybrzeża Kości Słoniowej, Czadu, Nigerii, Kamerunu, Republiki Środkowoafrykańskiej i Konga.